# Ozarba corniculantis
Ozarba corniculantis is een vlinder van de familie van de uilen (Noctuidae). De wetenschappelijke naam van deze soort is voor het eerst voorgesteld door Emilio Berio in een publicatie uit 1947.
De soort komt voor in Senegal en Zuid-Afrika.